# Gennadi Golubkov
Gennadi Golubkov (* 13. März 1937 in der Oblast Jaroslawl) ist ein ehemaliger estnischer Politiker.

## Leben
Gennadi Golubkov wurde 1937 in der Oblast Jaroslawl in Zentralrussland geboren. 1959 machte er seinen Abschluss in Physik und Mathematik am Staatlichen Pädagogischen Institut in Joschkar-Ola, der Hauptstadt der heutigen russischen Teilrepublik Mari El.
1961 führte ihn sein Berufsweg an die Ziegelei im nordost-estnischen Aseri. Von 1983 bis 1990 war Golubkov Direktor des Unternehmens.
In der Zeit von Glasnost und Perestroika war Golubkov Mitglied des Volkskongresses der UdSSR (Съезд народных депутатов СССР), der von Mai 1989 bis September 1991 existierte.
Von 11. April 1990 bis zum 29. Januar 1992 war Golubkov Bauminister in der estnischen Übergangsregierung von Ministerpräsident Edgar Savisaar. Seit 1994 gehört Golubkov der Estnischen Zentrumspartei (Eesti Keskerakond) an, die von Savisaar geführt wurde.